# 科洛納 (加利福尼亞州)
科洛納（英語：Corona），又译可乐娜，是美国加利福尼亚州河濱郡的一個城市，位於該縣西北部。面積133.6平方公里，2006年人口150,253人。
1886年開埠，1896年7月13日建市。